# Helicoconis transsylvanica
Helicoconis transsylvanica är en insektsart som beskrevs av Kis 1965. Helicoconis transsylvanica ingår i släktet Helicoconis och familjen vaxsländor. Inga underarter finns listade i Catalogue of Life.